# 岡田優介
岡田 優介（おかだ ゆうすけ、1984年〈昭和59年〉9月17日 - ）は、日本のプロバスケットボール選手。東京都新宿区出身。ポジションはシューティングガード。3x3.EXE PREMIER・TOKYO DIME所属。日本バスケットボール選手会創立者。

## 来歴
東京都新宿区出身。新宿区立早稲田小学校、新宿区立牛込第二中学校卒業。バスケは小学5年生から遊びの中で始め、本格的な活動となったのは兄の影響により中学入学後のことであった。中学ではチームとして全国大会には出場していないが、個人では東京都代表としてジュニアオールスターに出場し3位に入る。
2000年、当時関東一の強豪校だった茨城県の土浦日本大学高等学校へ越境入学する。2001年高校2年時のウインターカップで4位になり大会ベスト5にも選出される。2002年高校3年時は茨城インターハイで3位、大会得点王、3ポイント王となる。この大会では、総合開会式の選手宣誓も務めた。同年のウィンターカップでは準々決勝まで進出し、酒井泰滋が居た福岡大学附属大濠高等学校に敗れた。同年、FIBAアジアジュニア選手権の代表選手に選ばれ5位。
2003年、青山学院大学国際政治経済学部へ進学、青山学院大学スクァレルズに所属する。同年の関東大学新人戦で優勝、新人王を受賞した。当時関東大学2部リーグにいたチームは2004年大学2年時に1部昇格。2005年大学3年時に関東大学1部リーグで優勝し、優秀選手賞を受賞。インカレ決勝で東海大学に敗れ準優勝。4年生時の2006年はインカレで4位で優秀選手賞と3ポイント王を受賞した。

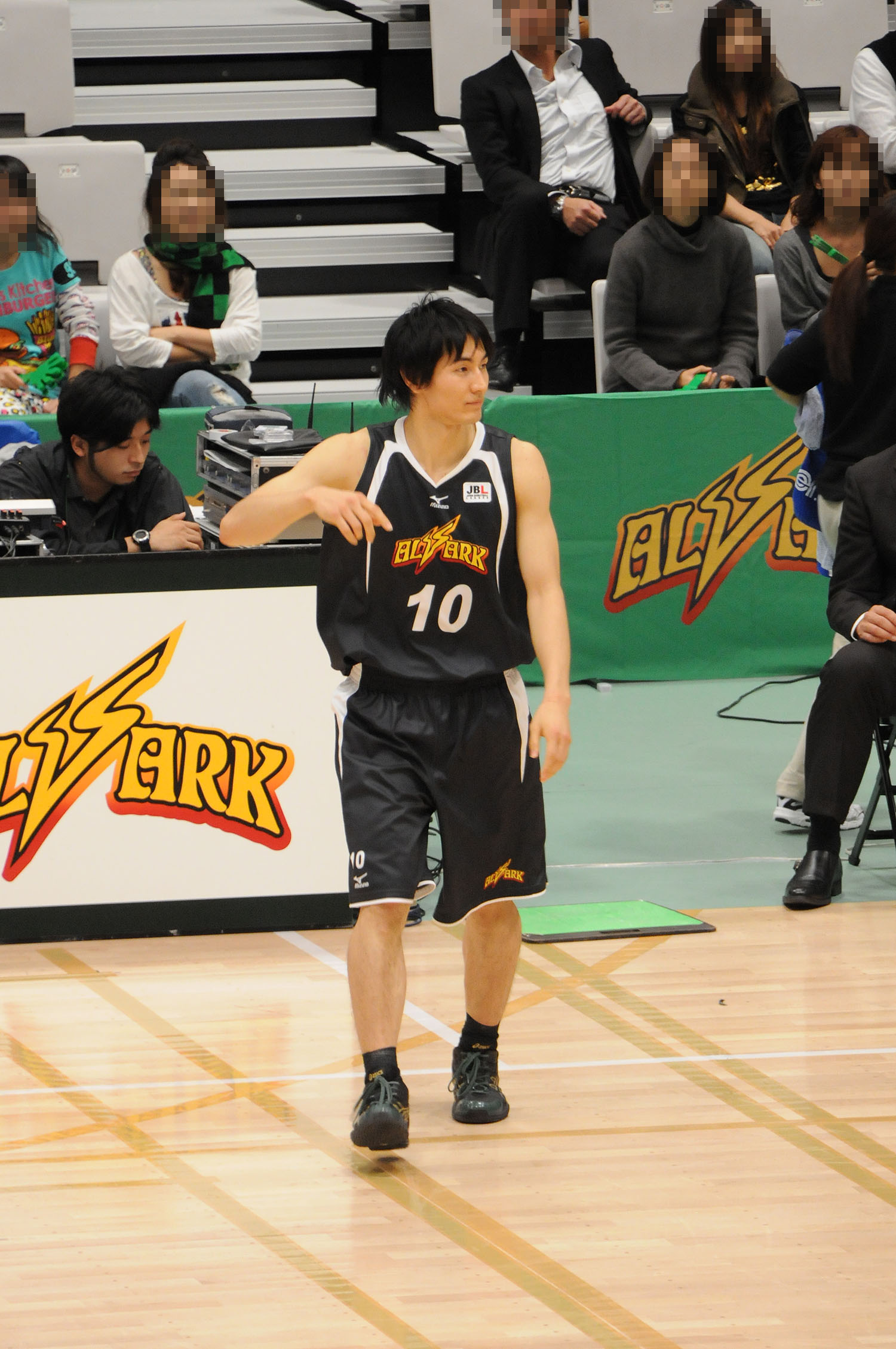
2009年トヨタ自動車アルバルク時代代々木第二体育館にて

2007年、トヨタ自動車アルバルクに加入。正中岳城とは大学時代に引き続いてチームメイト。同年のJBL 2007-08の2位、JBL 2011-12で初優勝、オールジャパンでは2007年・2012年の2度優勝に貢献した。
一方で日本代表としては2007年夏季ユニバーシアードで代表選手として参加し4位。2009年、日本代表に初選出され、東アジア選手権に出場。2010年広州アジア大会にも出場し、4位入賞。その後しばらく招集されなかったが2013年に代表に復帰している。
2010年には公認会計士試験に合格（後述）、2013年9月にNBL所属選手の会合として設立された一般社団法人日本バスケットボール選手会の初代会長に就任する。トヨタにはNBL発足後の2013-14シーズンまで所属した。
2014-15シーズン、環境を変え新たな挑戦としてチーム発足2年目のつくばロボッツに移籍した。しかし、シーズン開幕後につくばの運営法人の経営難が発覚し、NBL管理下の新法人が受け継ぐこととなった。そのため全選手が新運営法人と契約を結び直す事となったが、岡田は新運営法人との契約合意に至らず、11月をもって退団した。
2015年2月、広島ドラゴンフライズと契約し、同チーム初のプレーオフ進出に貢献したものの、シーズン終了後に契約満了で退団した。
2015-16シーズンは千葉ジェッツに所属した。
B.LEAGUEが発足した2016-17シーズンはB1リーグ所属の京都ハンナリーズに移籍し、2019-20シーズンまで在籍した。
2020-21シーズンはB2リーグのアースフレンズ東京Zと契約した。
2021年B3.LEAGUEのアルティーリ千葉へ移籍、参入1年目にしてB2昇格を達成した。
2022-23シーズンに試合中に腕を骨折。処置直後の様子やその後や復調具合をSNSで公表するなど、故障選手には類を見ない広報をしながらリハビリに努め、シーズン内に復帰、持ち味の3Pシュートを決め、ファンを魅了した。
2023-24シーズン終了後、アルティーリ千葉を退団し、香川ファイブアローズへ移籍した。2025年2月6日、18年間のプロ競技に区切りを付け、2024－25シーズン限りで現役を引退することを発表した。

## 公認会計士
きっかけは青学時代に興味を持ったことで、資格取得を目指し2005年大学3年時から勉強を始めた。
2009年公認会計士試験の短答式試験に合格、2010年11月15日、公認会計士試験に合格。現役トップスポーツ選手の公認会計士合格は異例のことである。ちょうど広州アジア大会期間中での合格発表だったため、現地から自身のブログで試験合格を報告している。
2011年2月、監査法人大手の新日本有限責任監査法人に非常勤として採用された。なお当時は、トヨタ自動車の嘱託社員扱いで上記の通りバスケ選手としての活動をしながら、空いた時間に会計士としての実務経験を積んでいる。

## 3x3チーム
2014年に、田村裕、大西ライオンとともに共同オーナーとしてプロ3x3チーム「DIME」（現TOKYO DIME）を設立した。自らも選手としてプレーしている

## 受賞
Bリーグ功労賞(2025)

## 記録
| シーズン    | チーム | GP | GS | MPG  | FG%  | 3P%  | FT%  | RPG | APG | SPG | BPG | TO  | PPG  |
| ----------- | ------ | -- | -- | ---- | ---- | ---- | ---- | --- | --- | --- | --- | --- | ---- |
| JBL 2007-08 | トヨタ | 30 |    | 9.9  | .273 | .247 | .875 | 0.6 | 0.1 | 0.2 | 0.0 | 0.5 | 3.2  |
| JBL 2008-09 | トヨタ | 35 |    | 20.2 | .418 | .426 | .708 | 1.2 | 0.8 | 0.6 | 0.1 | 0.7 | 9.5  |
| JBL 2009-10 | トヨタ | 41 |    | 19.1 | .413 | .438 | .700 | 1.1 | 1.0 | 0.5 | 0.0 | 0.5 | 7.1  |
| JBL 2010-11 | トヨタ | 36 |    | 27.1 | .386 | .344 | .824 | 1.4 | 0.9 | 0.4 | 0.1 | 1.0 | 9.3  |
| JBL 2011-12 | トヨタ | 42 | 42 | 23.3 | .407 | .390 | .714 | 1.4 | 0.9 | 0.5 | 0.1 | 0.7 | 9.6  |
| JBL 2012-13 | トヨタ | 42 | 42 | 21.2 | .377 | .377 | .667 | 1.3 | 0.8 | 0.4 | 0.1 | 0.9 | 8.2  |
| NBL 2013-14 | トヨタ | 54 | 54 | 18.9 | .398 | .415 | .676 | 1.3 | 0.8 | 0.4 | 0.1 | 0.4 | 7.4  |
| NBL 2014-15 | つくば | 16 | 15 | 28.1 | .297 | .321 | .783 | 1.4 | 1.2 | 1.0 | 0.0 | 1.1 | 8.7  |
| NBL 2014-15 | 広島   | 28 | 0  | 22.7 | .322 | .311 | .775 | 2.4 | 1.7 | 0.6 | 0.0 | 1.5 | 7.7  |
| NBL 2015-16 | 千葉   | 54 | 34 | 21.3 | .396 | .400 | .848 | 1.1 | 0.6 | 0.3 | 0.0 | 0.6 | 5.1  |
| B1 2016-17  | 京都   | 60 | 60 | 28.0 | .347 | .349 | .859 | 1.7 | 1.4 | 0.5 | 0.0 | 1.7 | 10.2 |
| B1 2017-18  | 京都   | 60 | 60 | 23.5 | .381 | .359 | .844 | 1.4 | 1.3 | 0.3 | 0.1 | 0.8 | 8.1  |

## 日本代表歴
- 2002　U-18日本代表　FIBAアジアジュニア大会（クウェート）5位
- 2007　U-24日本代表　ユニバーシアード（バンコク）4位
- 2009　日本代表　東アジア選手権（愛知県小牧市）2位
- 2009　日本代表　FIBAアジア選手権（天津）10位
- 2009　日本代表　東アジア競技大会（香港）3位
- 2010　日本代表　アジア競技大会（広州）4位
- 2013　日本代表